# Pop dance
El pop dance o dance-pop és un subgènere de la música dance caracteritzat per melodies pop, presència vocal però amb ritmes ràpids, propers al dance i la màkina. Està molt influït per l'eurodance i la música R&B i com a gènere va sorgir a finals dels anys 80, si bé es va popularitzar amb el tombant de segle. Evolucionat del post-disco i el synthpop, té en general un tempo força ràpid destinats a ser ballables en una discoteca però amb la idea també de ser un CHR (un èxit radiofònic contemporani). Diverses versions ballables de clàssics musicals pop s'engloben dins aquest gènere (com alguns àlbums de Groove Coverage).
Alguns representants famosos d'aquest estil musical són:
- Ace of Base
- Britney Spears
- Lady Gaga
- Rihanna
- Sophie Ellis-Bextor
- Kylie Minogue
- Momoiro Clover Z